# San Ignacio (Ñuble)
San Ignacio – miasto w Chile, w regionie Ñuble, w prowincji Diguillín.